# Wilhelm Bock
 (février 2020).
Si vous disposez d'ouvrages ou d'articles de référence ou si vous connaissez des sites web de qualité traitant du thème abordé ici, merci de compléter l'article en donnant les références utiles à sa vérifiabilité et en les liant à la section « Notes et références ».
Pour les articles homonymes, voir Bock (homonymie).
Friedrich Louis Wilhelm Bock, né le 28 avril 1846 à Großbreitenbach et mort le 22 juin 1931 à Bad Sulzbach est un homme politique social-démocrate et syndicaliste allemand. 

## Biographie
Bock est le fils illégitime d'un travailleur et d'une journalière et fréquente l'école primaire à Großbreitenbach. Cela est suivi en 1860–1864 par un apprentissage de cordonnier à Arnstadt et en 1865–1869 par un compagnonnage à travers les états allemands. En 1866, il devient membre de l'Association d'éducation ouvrière de Hambourg et en 1867 de l'Association générale des travailleurs allemands. Il travaille comme compagnon jusqu'en 1869, puis devient maître à Gotha (jusqu'en 1873). En 1870, Bock épouse Ernestine. 

### Activité politique jusqu'à la fin des lois antisocialistes
Déjà lors de son compagnonnage, il entre en contact avec le mouvement ouvrier à Hambourg et commence à faire du travail politique. En 1866, il rejoint l'Arbeiterbildungsverein de Hambourg et un an plus tard l'Association générale des travailleurs allemands de Ferdinand Lassalle (ADAV). En août 1869, il participe à la conférence du parti d'Eisenach en tant que délégué de son groupe local et devient ainsi membre fondateur du SDAP d'August Bebel et Wilhelm Liebknecht. Au cours des années suivantes, Bock devient l'un des agitateurs les plus actifs et les plus efficaces du nouveau parti et est arrêté plusieurs fois pour des raisons politiques. 
Il travaille également dans un syndicat. Depuis juin 1873, il est président de l'Union internationale des cordonniers, basée à Gotha. Il est également rédacteur en chef du journal de l'association Der Wecker. En 1875, il est membre de la commission du programme pour la préparation de l'unification de l'ADAV et du SDAP au sein du Parti socialiste ouvrier à la conférence du parti à Gotha. Bock est fortement impliqué dans la formation de cette fusion. 
L'association des cordonniers et son journal sont interdits en 1878 dans le cadre des lois antisocialistes. La même chose s'est produite avec le Gothaer Volksblatt, fondé par Bock en 1878. Bock est alors rédacteur en chef du nouveau journal Der Schuhmacher (ou, depuis 1887, Schuhmacher-Fachblatt) de 1878 à 1920. À partir de 1887, il est président du comité central de l'association de l'association des cordonniers. 
Depuis les lois antisocialistes, il est un haut fonctionnaire social-démocrate de Thuringe. Pendant ce temps, il organise huit conférences nationales de partis illégaux. En raison de l'immunité de ses mandats politiques, Bock est relativement protégé de la persécution politique. De 1884 à 1887, il est membre du Reichstag pour la circonscription de Saxe-Cobourg et Gotha. 

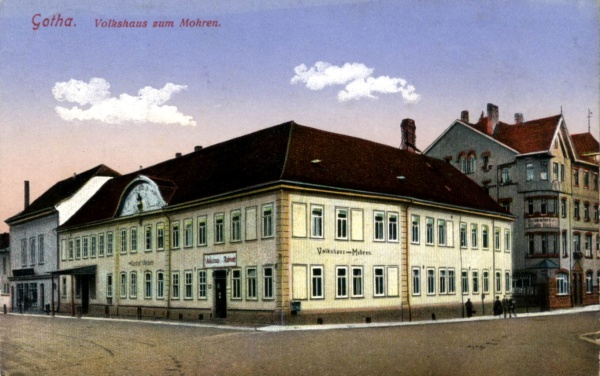
La Volkshaus zum Mohren à Gotha, vers 1910

### Bock et l'émergence d'un milieu social-démocrate
Bock apporte une contribution significative au fait qu'après la fin des lois antisocialistes, un milieu social-démocrate idéal regroupé autour du parti, des syndicats, de la maison du peuple, de l'organisation sociale-démocrate et du journal du parti local peut émerger à Gotha. Il fonde le Gothaische Volksblatt, produit dans sa propre société d'impression de livres et publié jusqu'en 1933. À l'initiative de Bock, le parti achète l'ancien Gasthaus zum Mohren à Gotha, qui en tant que Volkshaus zum Mohren est devenu le lieu de rencontre du mouvement ouvrier. Vers 1913, le parti en compte environ 1 000 et les syndicats libres environ 4 000. Le SPD remporte 34,8% des suffrages aux élections du Reichstag de 1912. Bock est membre du Reichstag de 1890 à 1907 et de 1912 à 1918. Bock est également membre du Landtag du duché de Saxe-Cobourg et Gotha de 1893 à 1907. Bock prend un tournant moins révolutionnaire. Cela facilite la coopération avec les politiciens bourgeois libéraux de la ville. En témoigne son élection au poste de vice-président du Landtag (1903 à 1907) et son appartenance au tribunal administratif du duché. Il est unique dans l'Empire allemand que l'État soutienne le secrétariat des travailleurs de Gotha avec des impôts. L'administration de la ville favorise également le travail de la communauté religieuse libre dans laquelle Bock est également actif. 
Un changement de génération commence au sein du parti local avant la Première Guerre mondiale. Les principaux membres du parti sont comme Bock du milieu du XIXe siècle. En 1910, Otto Geithner (1876-1948), un homme de Berlin formé théoriquement, accède à la direction du Volksblatt, qui est rapidement considéré comme un jeune homme politique de premier plan à Gotha. Ce dernier se considère comme faisant partie de l'aile gauche du parti, mais évite tout pour entrer en conflit avec Bock. 

### Première guerre mondiale et révolution de novembre
Le début de la Première Guerre mondiale entraîne de profonds changements au sein du parti local. Avec l'expansion de l'industrie de l'armement, de nombreux nouveaux travailleurs sont entrés dans la ville qui n'avaient aucun lien avec la social-démocratie locale d'avant-guerre et ses principaux représentants. De plus, les conflits entre Bock et Geithner deviennent rapidement visibles. Tous deux sont des opposants déterminés à la guerre. Le journal local du parti s'exprime également dans ce sens. Cependant, Bock, fortement critiqué par Geithner, fait des concessions à la direction du parti et au gouvernement pour sauver le journal. Cela s'avère vain, le journal est interdit en 1914. Les conflits internes du parti sont pour l'instant reportés par la convocation de Geithner. Bock rejoint le groupe de travail social-démocrate autour de Hugo Haase en 1916 en tant qu'opposant aux crédits de guerre et en 1917 à l'USPD. L'événement fondateur de la nouvelle fête a lieu à Gotha dans la Volkshaus zum Mohren. Dans le nouveau parti, il est également membre de la commission de contrôle et appartient plutôt à l'aile droite de l'USPD. 

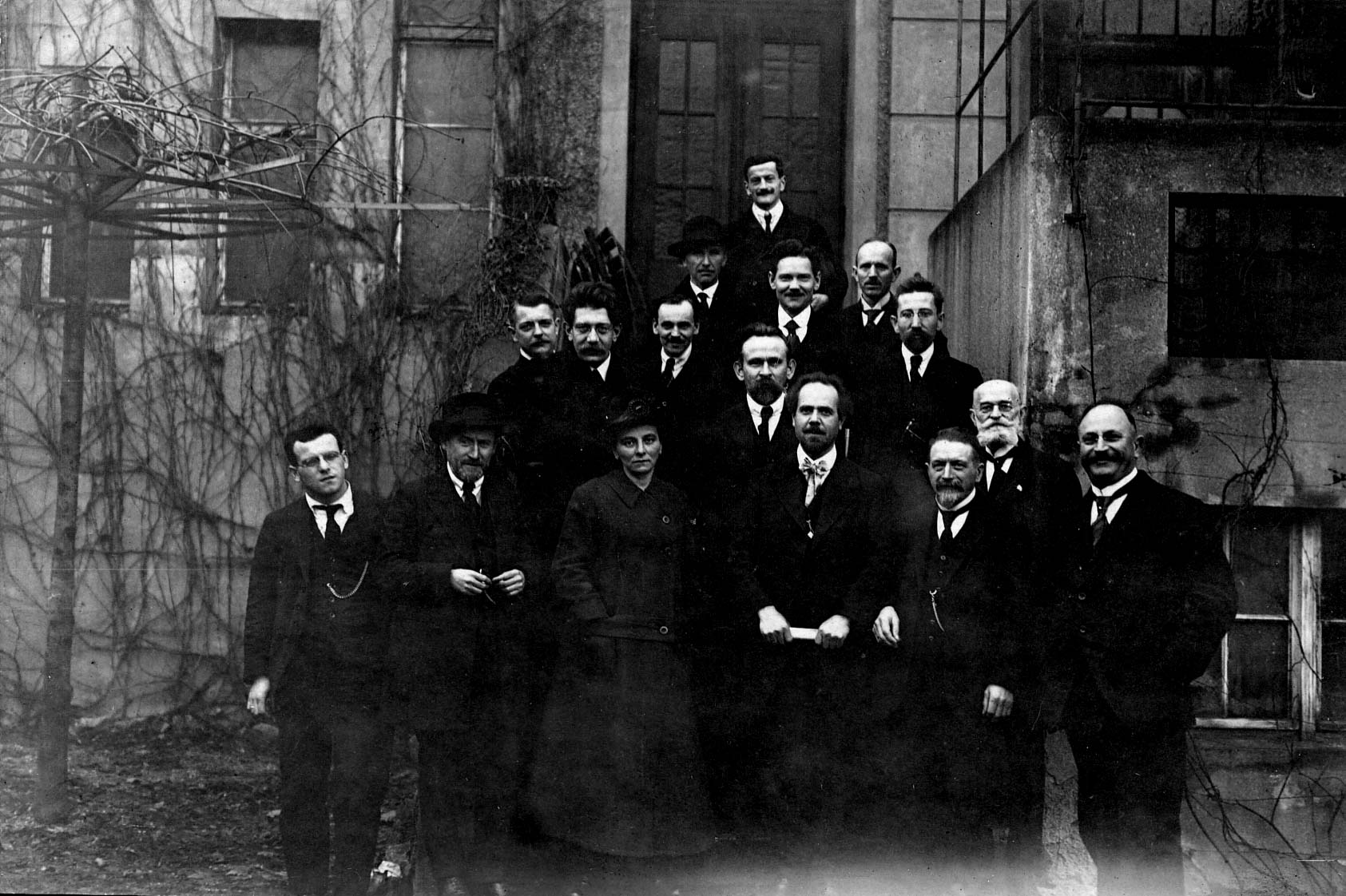
Photographie de groupe à la fin de 1919 avec des membres de l'exécutif du parti USPD et d'autres représentants éminents des sociaux-démocrates indépendants. Parmi les représentés: Arthur Crispien, Wilhelm Dittmann, Richard Lipinski, Wilhelm Bock, Alfred Henke, Curt Geyer, Fritz Zubeil, Hugo Haase, Fritz Kunert, Georg Ledebour, Arthur Stadthagen, Emanuel Wurm

Le parti local participe au déménagement vers l'USPD. Cependant, elle ne peut intégrer les nouveaux travailleurs que dans une mesure limitée. Le parti et les syndicats perdent de plus en plus le contrôle de la main-d'œuvre, ce qui se manifeste, entre autres, par des grèves à motivation politique. La révolution de novembre se déroule d'abord pacifiquement sous la direction de Bock. Un conseil des travailleurs et des soldats dominé par l'USPD prend le relais. À ce titre, il déclare le 9 novembre le duc Charles-Édouard de Saxe-Cobourg et Gotha destitué. Le Conseil des travailleurs et des soldats met en place un Conseil des représentants du peuple en tant que gouvernement provisoire. Il s'agit notamment de Bock, Adolf Schauder et Emil Grabow. Les forces les plus radicales du Conseil des travailleurs et des soldats, qui refusent notamment de coopérer avec la bourgeoisie, commencent à prendre le dessus. L'engagement du Conseil envers la «république socialiste» conduit finalement à une aliénation permanente entre le mouvement ouvrier et la classe moyenne à Gotha. 
Au sein du mouvement ouvrier de la ville et du pays de Gotha, il y a non seulement des conflits entre l'USPD et les quelques partisans du MSPD, mais aussi des conflits au sein de l'USPD lui-même. Une aile plus radicale et plus jeune autour de Geithner plaide pour une république de conseil comme instrument pour imposer la dictature du prolétariat. Une direction modérée autour de Bock et du jeune Hermann Brill vise également une société socialiste, mais continue à défendre des formes démocratiques et pacifiques de débat politique. En plus de la plupart des dirigeants du parti d'avant-guerre, cette direction est également soutenue par la direction locale des syndicats. Cette direction est dans la tradition de la social-démocratie d'avant-guerre, mais a subi une perte de confiance considérable pendant la guerre en raison de sa volonté de faire des compromis avec les autorités. L'aile radicale obtient également rapidement une majorité au Conseil des représentants du peuple, raison pour laquelle Bock démissionne du gouvernement au début de février 1919. Son successeur en tant que représentant du peuple est Albin Tenner. Il y a des préparatifs militaires contre la réunion de l'Assemblée nationale à Weimar. Le 18 février 1919, la ville est occupée par les unités de défense impériales par le général Maercker. Le mouvement ouvrier y répond par une grève générale, qui déclenche à son tour une grève civile. Bock lui-même n'a aucune part perceptible dans ces événements et dans la poursuite de la radicalisation qui conduit à des affrontements de type guerre civile avec plus de 100 morts liés au putsch de Kapp . 

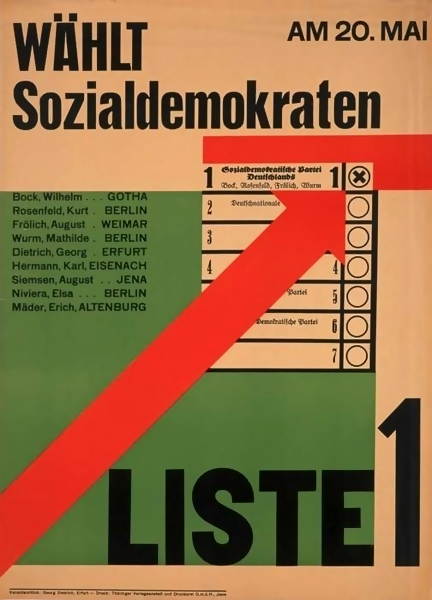
Affiche électorale du SPD, Wilhelm Bock, Kurt Rosenfeld, August Frölich, Mathilde Wurm, Georg Dietrich, Karl Hermann, August Siemsen, Elsa Niviera, Erich Mäder

### Bock en République de Weimar

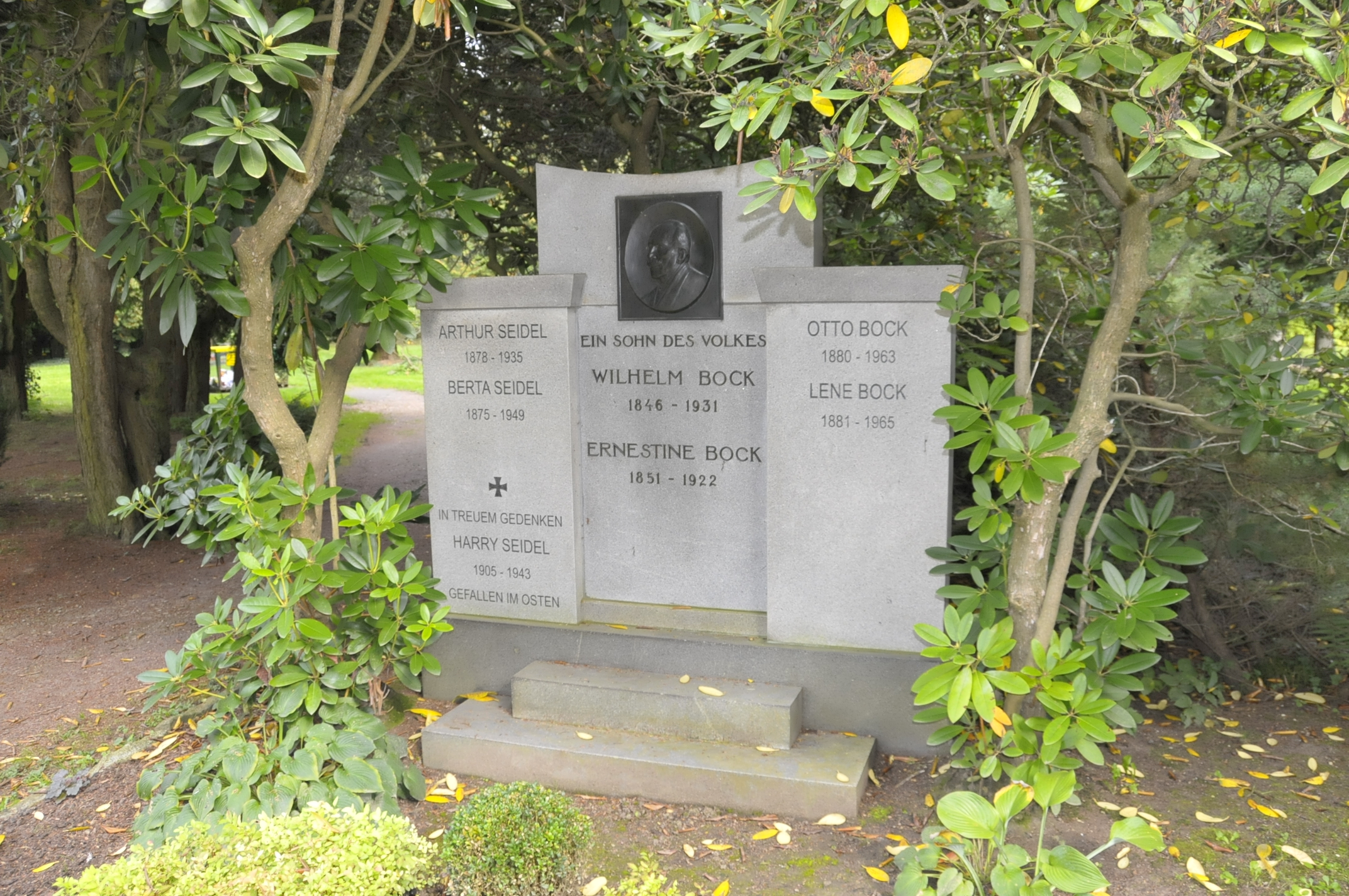
Tombe de famille

L'acceptation de l'élection en tant que membre de l'Assemblée nationale montre à quel point la distance est grande avec la nouvelle direction du mouvement syndical à Gotha. Bock est de nouveau membre du Reichstag en 1920. L'aile gauche de l'USPD et avec elle une partie importante du mouvement ouvrier de Gotha passe au KPD vers la fin de 1920. Bock ne franchit pas cette étape. Son aile modérée a clairement perdu la lutte de pouvoir avec la gauche, car presque tous les postes importants dans les syndicats, le journal du parti et les clubs ouvriers sont désormais occupés par des partisans du KPD. Le reste de l'USPD autour de Brill et Bock ne compte que sur une base faible de l'ancienne direction du parti, tandis que la majorité des employés des usines s'en tiennent au KPD. Néanmoins, la radicalisation du mouvement syndical à Gotha nuit globalement. En 1922, le camp des «partis marxistes» a diminué à environ la moitié de son niveau d'avant-guerre. 
Bock lui-même est resté membre du Reichstag jusqu'en 1930. Il revient au SPD en 1922 et est doyen du Reichstag en 1924 et 1928. 
La tombe de Wilhelm et Ernestine Bock et de leurs deux enfants Otto (1880-1963) et Lene (1881-1965) est située dans le cimetière principal de Gotha. 

## Travaux
- Im Dienste der Freiheit : Freud und Leid aus sechs Jahrzehnten Kampf und Aufstieg. Dietz, Berlin 1927.

## Honneurs
La ville de Gotha dans le Dichterviertel au nord de la ville a nommé une rue en son honneur et décerne chaque année le «Prix Wilhelm Bock» à des célébrités. En 2018, le vainqueur est l'ancien président polonais Aleksander Kwaśniewski . 